# (33849) 2000 HL13
2000 HL13 (asteroide 33849) é um asteroide da cintura principal. Possui uma excentricidade de 0.16609270 e uma inclinação de 1.39025º.
Este asteroide foi descoberto no dia 28 de abril de 2000 por LINEAR em Socorro.